# Lytowesch
Lytowesch (ukrainisch Литовеж; russisch Литовеж Litowesch, polnisch Litowiż) ist ein Dorf im Südwesten der ukrainischen Oblast Wolyn mit etwa 1500 Einwohnern (2001).

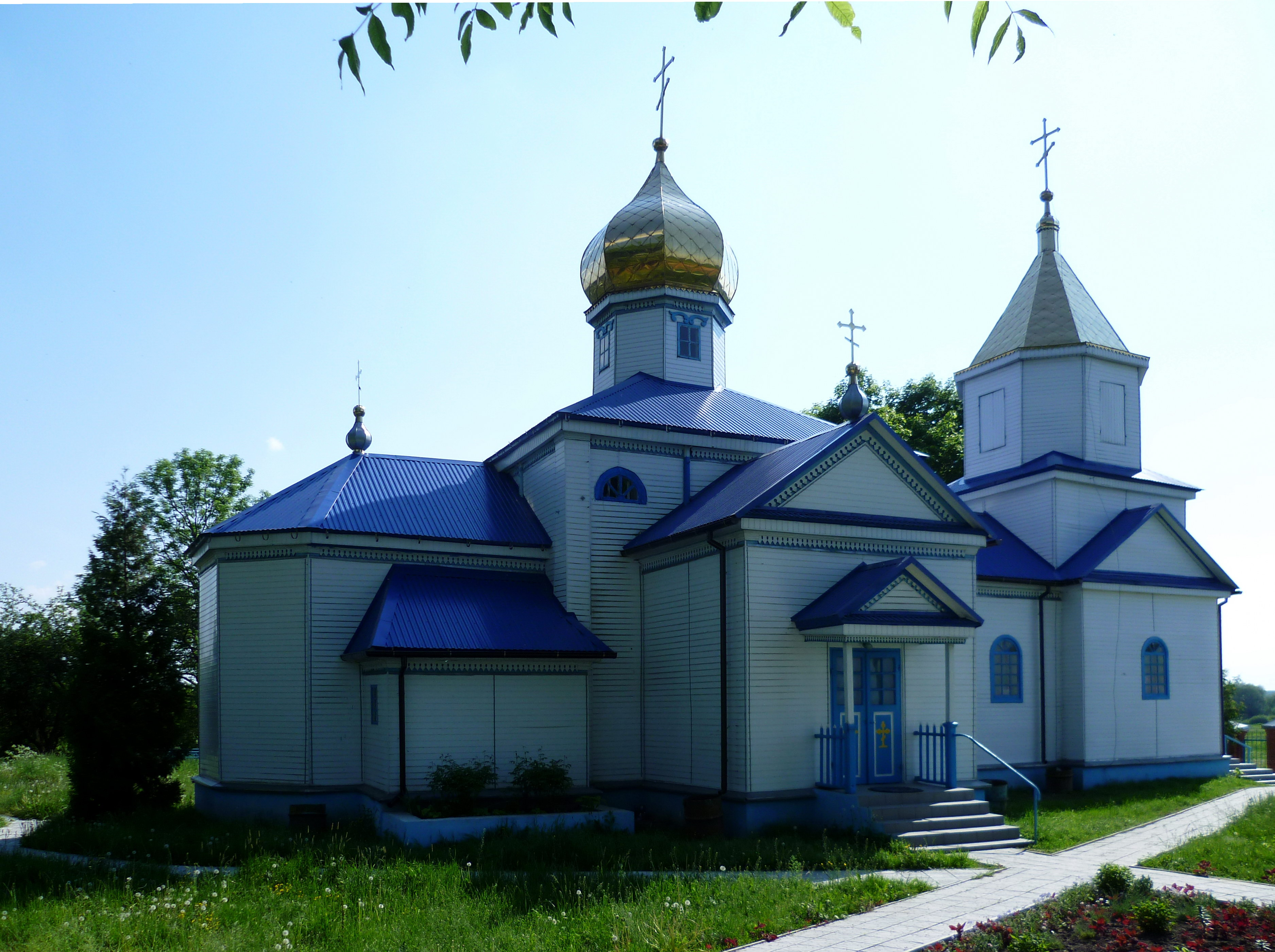
Kirche im Dorf

## Geschichte
Das erstmals 1488 in schriftlichen historischen Quellen erwähnte Dorf lag zunächst im Großfürstentum Litauen und erhielt, nachdem es sich zu einem Verwaltungszentrum mit einer Fläche von etwa 5 Hektar entwickelt hatte, 1501 das Magdeburger Stadtrecht. Im 16. Jahrhundert wurden in der Stadt zwei Kirchen errichtet. Nach historischen Dokumenten besaß Lytowesch zu dieser Zeit eine Herberge und einen Schiffsanlegeplatz am Fluss Bug, an dem Waren für den Landtransport nach Osten entladen und andere Waren für den Transport nach Westen beladen wurden.
Nach der Union von Lublin im Jahr 1569 verlor Litauen seine Herrschaft über das Dorf an die polnisch-litauische Adelsrepublik, wo es sich in der Woiwodschaft Wolhynien befand. Eine weitere, dritte Kirche wurde 1689 erbaut. Nach der dritten Teilung Polens kam das Dorf 1795, mit zu diesem Zeitpunkt 331 Bewohnern, an das Russische Reich, wurde dort Bestandteil des Gouvernements Wolhynien und Grenzort zum Kronland Königreich Galizien und Lodomerien der Österreichisch-Ungarischen Monarchie. 1884 hatte die Ortschaft 431 Einwohner. Während des Ersten Weltkrieges wurde das Dorf, insbesondere durch Beschuss der österreichischen Artillerie, schwer beschädigt. Vom Sommer 1915 bis Ende 1918 war Lytowesch von der Österreichisch-ungarischen Armee besetzt. Nach dem Friedensvertrag von Riga von 1921 kam das Dorf an die Zweite Polnische Republik und verblieb dort, bis zur sowjetischen Besetzung Ostpolens infolge des Hitler-Stalin-Pakts Ende September 1939, im Powiat Włodzimierz der Woiwodschaft Wolhynien. Nach dem deutschen Überfall auf die Sowjetunion war der Ort zwischen dem 22. Juni 1941 und dem 19. Juli 1944 von der Wehrmacht besetzt. In dieser Zeit war das Dorf Bestandteil des Reichskommissariats Ukraine. Nach der Besetzung des Dorfes durch die Rote Armee kam das Dorf an die Sowjetunion und dort in die Ukrainische SSR. Seit dem Zerfall der Sowjetunion 1991 gehört das Dorf zur unabhängigen Ukraine.

## Geografie
Lytowesch liegt nahe der polnisch-ukrainischen Grenze auf einer Höhe von 187 m am Ostufer des Bugs, der hier die Grenze zur Oblast Lwiw bildet. Die Ortschaft befindet sich 12 km westlich vom ehemaligen Rajonzentrum Iwanytschi und 95 km westlich vom Oblastzentrum Luzk.
Durch das Dorf verläuft die Regionalstraße P–15, die in Richtung Süden nach Tscherwonohrad und in Richtung Norden nach Nowowolynsk führt.

## Verwaltungsgliederung
Am 29. Juli 2016 wurde das Dorf zum Zentrum der neugegründeten Landgemeinde Lytowesch (Литовезька сільська громада Lytoweska silska hromada). Zu dieser zählten auch die 5 in der untenstehenden Tabelle aufgelistetenen Dörfer, bis dahin bildete das Dorf die gleichnamige Landratsgemeinde Lytowesch (Литовезька сільська рада/Lytoweska silska rada) im Südwesten des Rajons Iwanytschi.
Am 17. Juli 2020 wurde der Ort Teil des Rajons Wolodymyr.
Folgende Orte sind neben dem Hauptort Lytowesch Teil der Gemeinde:
| Name                     | Name       | Name                   | Name      | Name |
| ukrainisch transkribiert | ukrainisch | russisch               | polnisch  |      |
| ------------------------ | ---------- | ---------------------- | --------- | ---- |
| Bilytschi                | Біличі     | Беличи (Belitschi)     | Bilicze   |      |
| Kretschiw                | Кречів     | Кречев (Kretschew)     | Krzeczów  |      |
| Mownyky                  | Мовники    | Мовники (Mowniki)      | Molników  |      |
| Sabolotzi                | Заболотці  | Заболотцы (Sabolotzy)  | Zabołotce |      |
| Sastawne                 | Заставне   | Заставное (Sastawnoje) | Żdżary    |      |